# 伊戈尔·弗拉基米罗维奇·斯波索宾
伊戈尔·弗拉基米罗维奇·斯波索宾（1900年4月20日—1954年8月31日），是苏联的音乐理论家、音乐教育家。他毕业于莫斯科音乐学院。
从1924年起，他任教于莫斯科音乐学院音乐理论系（1939年成为教授，1943~1948年任音乐理论系主任）。在此期间教授许多学生。
他著有《和声学教程》、《曲式学》、《基础乐理》、《听音练耳手册》等。
他在校任教期间（1930年代到1940年代）正处苏德战争时期。